# La Vilella Baixa
La Vilella Baixa település Spanyolországban, Tarragona tartományban. La Vilella Baixa Cabacés, La Vilella Alta, Gratallops, El Lloar és La Figuera községekkel határos. Lakosainak száma 207 fő (2024).

## Népesség
A település népessége az elmúlt években az alábbi módon változott:
| Lakosok száma | 87   | 928  | 485  | 301  | 191  | 191  | 206  | 202  | 202  | 207  |
|               | 1717 | 1887 | 1936 | 1960 | 1986 | 2004 | 2009 | 2014 | 2019 | 2024 |